# Petit bharal
Espèce
Statut de conservation UICN

 EN A2d, B1+2e : En danger
Le petit bharal (Pseudois schaeferi) est un caprin sauvage de Chine. Toutefois, il semblerais que le petit bharal soit une sous-espèces de Pseudois Nayaur (P. n. schaeferi) ou une variante de P. n. szechuanensis.